# نئو کوریو
نئو کوریو (به لاتین: Neo Chorio) یک منطقهٔ مسکونی در قبرس شمالی است که در ناحیه لفکوشا واقع شده‌است. نئو کوریو ۱٬۳۳۴ نفر جمعیت دارد.